# 盐店镇
盐店镇，是中华人民共和国四川省广元市剑阁县下辖的一个乡镇级行政单位。2020年5月，撤销西庙乡，将其行政区域划归盐店镇管辖。

## 行政区划
盐店镇下辖以下地区：
红旗社区、盐河村、红花村、双马村、青林村、五丰村、石笋村、莲花村、五指村和拱石村。